# Sciades ignarus
Sciades ignarus là một loài bọ cánh cứng trong họ Cerambycidae.